# District de Chitral
Le district de Chitral (en ourdou : ضلع چترال) est un district de la province de Khyber Pakhtunkhwa du Pakistan dont le chef-lieu est la ville de Chitral. À l'ouest et au nord, il jouxte l'Afghanistan. Au nord se trouve le corridor du Wakhan, qui relie l'Afghanistan à la Chine et séparant de ce fait le Pakistan et le Tadjikistan. À l'est du district se trouvent les Territoires du Nord du Pakistan, tandis qu'au sud, le district jouxte ceux de Haut-Dir et de Swat.
Avec ses 14 850 km2, c'est le district le plus étendu et le plus septentrional de la province. Il est peuplé de plus d'un demi-million de personnes en 2023 et la population parle de nombreuses langues toutes minoritaires au niveau national. C'est une région montagneuse frontalière avec l'Afghanistan. 

## Histoire
La région de Chitral a été sous la domination de diverses puissances au cours de l'histoire, notamment le khanat de Djaghataï, l'Empire timouride et l'Empire moghol. En 1848, elle est conquise par le Raj britannique. C'est par ailleurs un État princier depuis le XIVe siècle.
Lors de la partition des Indes, des minorités hindoues et sikhes quittent alors la région pour rejoindre l'Inde, tandis que des migrants musulmans venus d'Inde s'y installent. De l'indépendance du Pakistan en 1947 jusqu'en 1969, Chitral reste un État princier avant d'être pleinement intégré en tant que district.

## Géographie

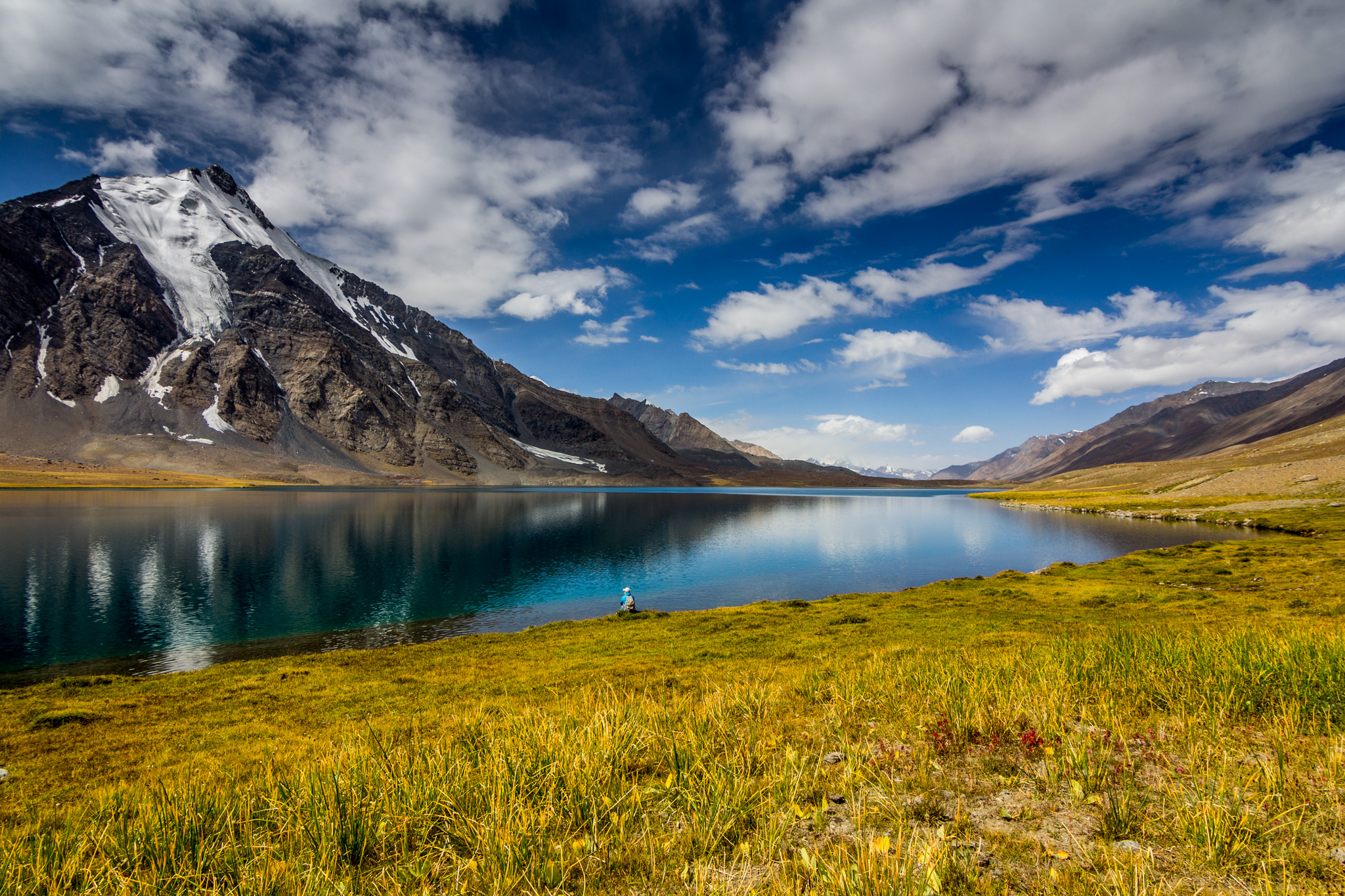
Le lac Karomber, dans le district de Chitral. Aout 2017.

### Territoire

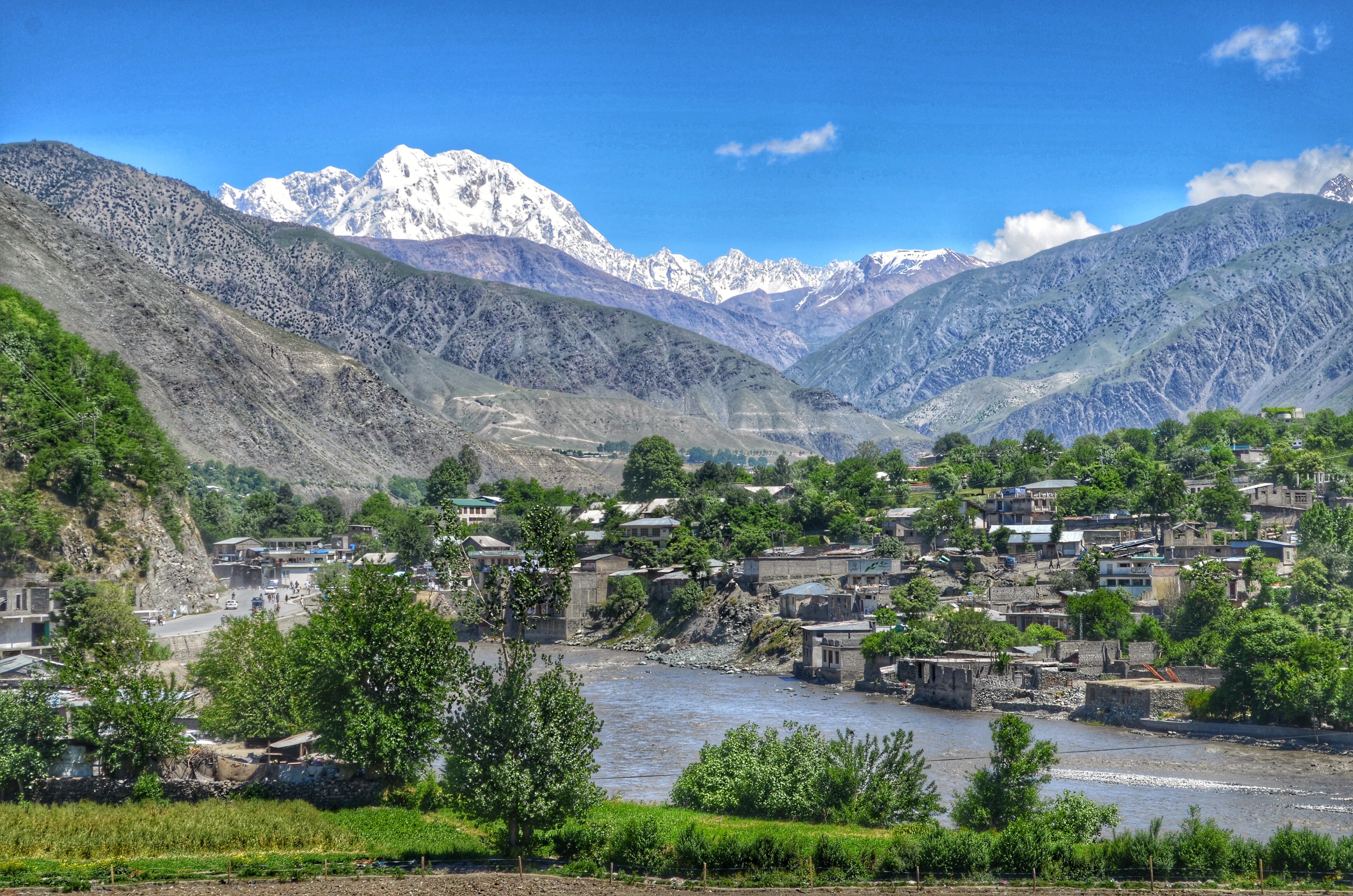
Ville et paysage de Chitral.

Le territoire du Chitral est très montagneux : une partie des monts du Pamir s'y élèvent. Le pic le plus élevé est le Tirich Mir, qui avec ses 7 708 mètres d'altitude est le plus haut sommet de l'Hindou Kouch, et se dresse au nord du territoire du district.
Chitral est relié au reste du Pakistan par seulement deux routes carrossables, la passe de Lowari (en) (3 120 mètres) depuis le district du Haut-Dir et le col de Shandur (3 721 mètres) depuis Gilgit. Les deux routes sont bloquées en hiver. Un tunnel, le tunnel de Lowari (en) est construit sous la passe de Lowari. Deux autres cols donnent accès au district de Chitral, le col de Broghol (en) et le col de Dorah, tous deux depuis l'Afghanistan. L'un et l'autre sont fermés en hiver.
Le territoire fait entièrement partie du bassin versant de la rivière Kunar, dont le cours inférieur se situe en Afghanistan. Dans son cours supérieur, elle est connue sous le nom de Mastuj. La rivière reçoit les eaux du Lutkho, juste au nord de la ville de Chitral. Elle porte alors le nom de rivière de Chitral jusqu'à la frontière afghane.

### Climat

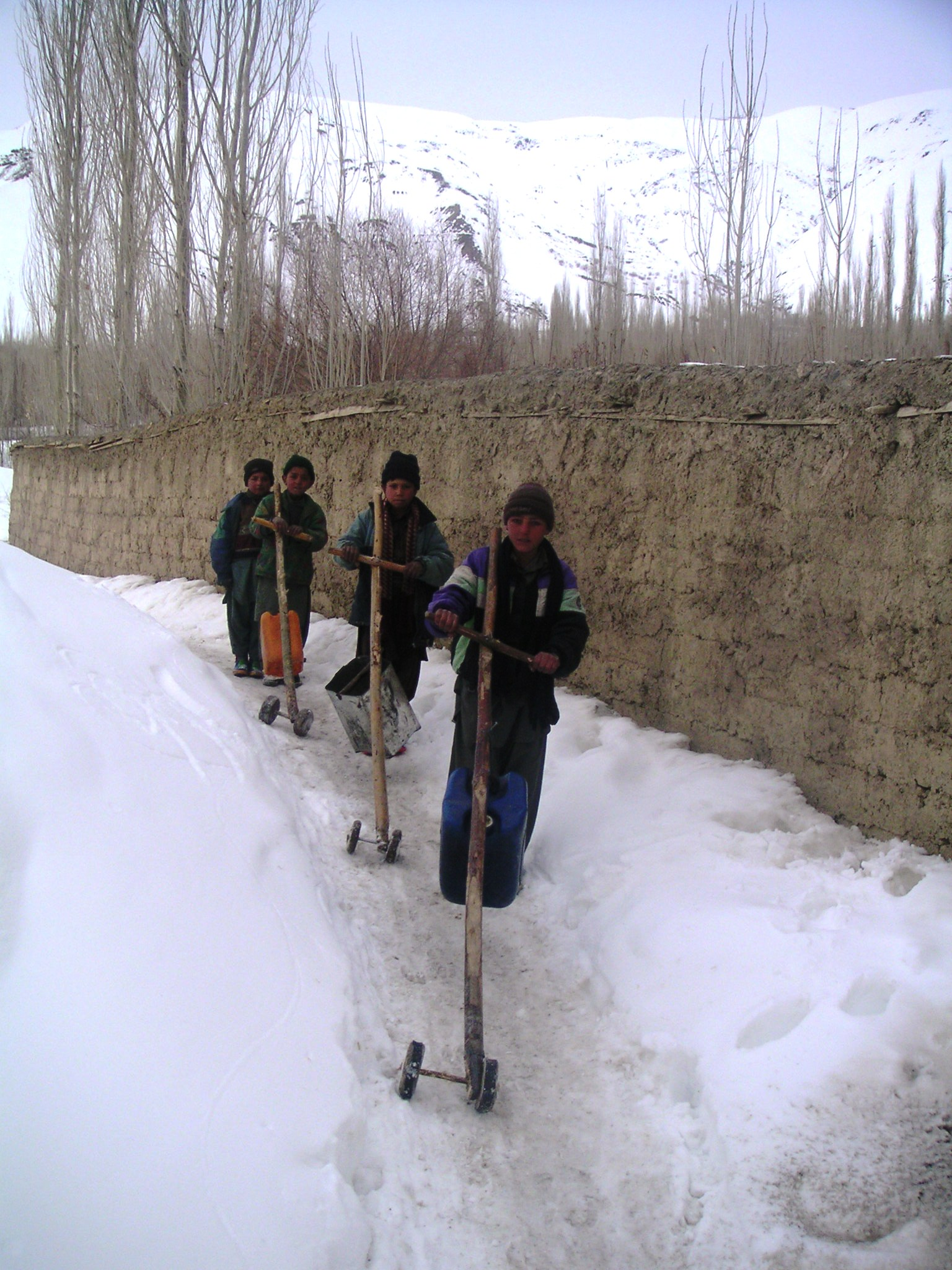
Écoliers ramenant de l'eau potable dans leur famille.

Dans le district de Chitral, la plaine a un climat continental de steppe typique, avec des précipitations moyennes annuelles allant de 100 millimètres par an au nord, jusqu'à 585 mm à Drosh (en) dans le sud. Celles-ci se produisent avant tout en hiver, avec de violents orages au printemps. À Chitral ville, la moyenne annuelle est de 420 mm par an, dont 350 mm tombent de décembre à mai. 
Cependant dans les hautes montagnes de l'Hindou Kouch, les chutes de neige peuvent être bien plus importantes que les maigres précipitations des vallées, et de ce fait de grands glaciers se sont formés et constituent un élément fondamental du paysage. La neige coupe également la ville de Chitral du monde extérieur la plus grande partie de l'année. Les températures dans les vallées varient entre 40 °C en juillet et −10 °C en janvier.

## Population

### Démographie
Lors du recensement de 1998, la population du district a été évaluée à 318 689 personnes, dont 10 % d'urbains. Le taux d'alphabétisation était de 40 % environ, soit moins que la moyenne nationale de 44 % mais plus que la moyenne provinciale de 35 %. Il se situe à 58 % pour les hommes et 22 % pour les femmes, soit un différentiel de 36 points, supérieur aux moyennes provinciale et nationale de 32 et 23 points respectivement.
Le recensement suivant mené en 2017 pointe une population de 447 362 habitants, soit une croissance annuelle de 1,8 %, bien inférieure aux moyennes provinciale et nationale de 2,89 % et 2,4 % respectivement. Le taux d'urbanisation s'inscrit en légère hausse, à 11 % tandis que l'alphabétisation grimpe à 65 %, dont 77 % pour les hommes et 52 % pour les femmes.

### Ethnies et langues

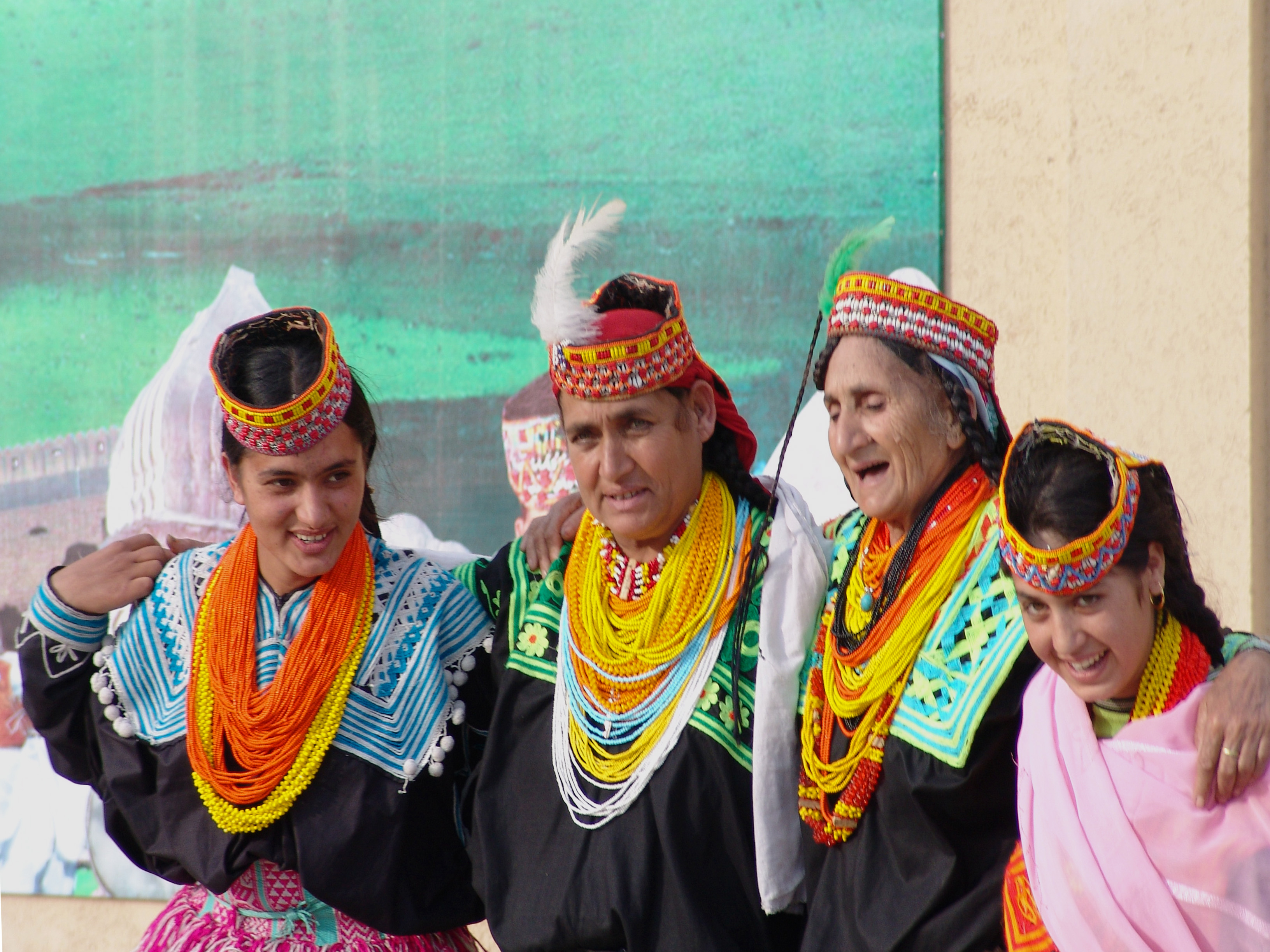
Femmes de la tribu Kalash.

La majorité des habitants sont des Khos ou Chitralis, qui parlent le khowar (ou chitrali), langue parlée également dans certaines parties des vallées de Yasin (en), de Gilgit et de Swat. Le district de Chitral est aussi peuplé de Kalash, tribu qui réside dans trois vallées éloignées situées au sud-ouest de la ville de Chitral. Ceci fait du district de Chrital un cas atypique dans la province, qui parle très majoritairement le pachto. Selon le recensement de 2017, 93 % de la population parlent ainsi une autre langue que les neuf les plus parlées dans le pays. 
Le linguiste norvégien Georg Morgenstierne a écrit que la région de Chitral est le territoire possédant la plus grande diversité linguistique au monde. Bien que le khowar soit la langue principale de Chitral, plus de dix autres langues sont parlées dans le district, à savoir : le kalashamun, le phalura ou palula, le dameli, le gawar-bati, le kamkata-vari, le yidgha, le burushaski, le gujjar, le wakhi, le kirghize, le persan ou tadjik et le pachto.
Si le district est musulman à 80 % de la population, on trouve des minorités religieuses : bouddhistes au nord (environ 10 000 en 1998), des animistes (les Kalashs) (entre 4 100 et 5 500 personnes en 1998) ainsi que des hindous et des sikhs.

## Administration

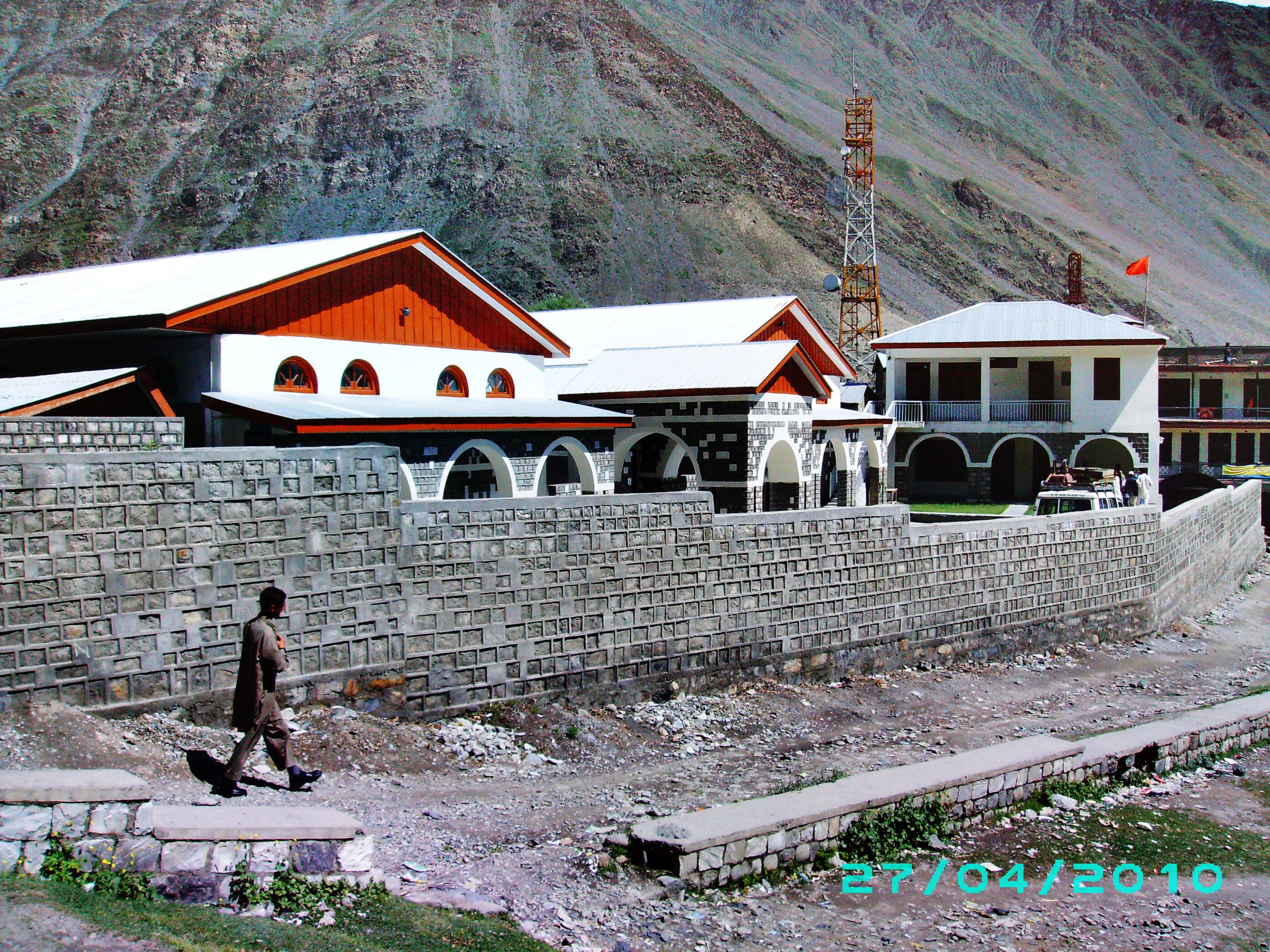
Le musée de Chitral

Le district est divisé en deux tehsils, Chitral et Mastuj, ainsi que 24 Union Councils. Il y a aussi quatre sous-tehsils : Drosh, Lutkoh, Mulkoh et Turkoh. Un septième tehsil, Mulkow Torkhow, est créé en 2017.
| Tehsil       | Union Councils | Population (rec. 2017) |
| ------------ | -------------- | ---------------------- |
| Chitral (en) |                | 278 122                |
| Mastuj (en)  |                | 169 240                |

Seule localité considérée urbaine par les autorités de recensement, la capitale Chitral regroupe près de 11 % de la population totale du district selon le recensement de 2023.
| Ville   | Population (rec. 2023) |
| ------- | ---------------------- |
| Chitral | 57 157                 |

## Politique
De 2002 à 2018, le district est représenté par les deux circonscriptions électorales no 89 et 90 à l'Assemblée provinciale de Khyber Pakhtunkhwa et par la circonscription no 32 au niveau de l'Assemblée nationale. Lors des élections législatives de 2002, le siège national est remporté par un membre de l'alliance islamiste Muttahida Majlis-e-Amal (MMA). Durant les élections législatives de 2008, il est remporté par un candidat de la Ligue musulmane du Pakistan (Q) qui soutient le président de Pervez Musharraf. D'ailleurs, lors des élections législatives de 2013, le seul candidat élu de la Ligue musulmane de tout le Pakistan est élu dans le district de Chitral alors que cette formation soutient l'ancien président Musharraf, devenu isolé. Les circonscriptions sont remportées par deux candidats du MMA pendant les élections de 2018,.
Avec le redécoupage électoral de 2018, il est représenté par la première circonscription nationale et la première de la province, perdant une circonscription locale à l’occasion. Lors des élections de 2018, elles sont remportées par deux candidats du MMA. 
| Parti                                       | Voix (national) | %       | Élus nationaux | Élus provinciaux |
| ------------------------------------------- | --------------- | ------- | -------------- | ---------------- |
| Muttahida Majlis-e-Amal                     | 49 035          | 30,65 % | 1              | 1                |
| Mouvement du Pakistan pour la justice       | 38 819          | 24,27 % | 0              | 0                |
| Parti du peuple pakistanais                 | 32 783          | 20,50 % | 0              | 0                |
| Ligue musulmane du Pakistan (N)             | 21 127          | 13,21 % | 0              | 0                |
| Autres partis                               | 13 621          | 8,51 %  | 0              | 0                |
| Indépendants                                | 4 588           | 2,87 %  | 0              | 0                |
| Total exprimés (participation : 60,97 %)    | 159 973         | 100 %   | 1              | 1                |
| Source : Commission électorale du Pakistan. |                 |         |                |                  |